# K-442 Čeljabinsk
Il K-442 Čeljabinsk è un SSGN russo appartenente alla classe Oscar II, in servizio nella Flotta del Pacifico.

## Storia
Il K-442 venne impostato presso il cantiere navale Sevmash, a Severodvinsk, il 21 maggio 1987, ed entrò in servizio il 28 dicembre 1990. Il 14 marzo 1991 fu inquadrato nell'11ª Divisione della Flotta del Nord.
Tra il 18 agosto ed il 12 settembre 1991, fu trasferito alla Flotta del Pacifico: vi arrivò navigando, insieme al gemello K-173 Krasnojarsk, sotto lo strato di ghiaccio. Il 24 settembre successivo entrò nella 10ª Divisione. Il 13 aprile 1993 ricevette il nome di Čeljabinsk, come l'omonima città della Siberia. Nel maggio 1999, fu posto in riserva per riparazioni. Tornato in servizio nel 2002, dopo essere stato sottoposto ai necessari lavori.